# Patay Pál (lelkész)
Patay Pál (Báta, 1888. december 14. – Budapest, 1971. május 27.) református lelkész.

## Életpályája
A gimnáziumot Gyönkön és Nagykőrösön végezte 1907-ben. A Budapesti Református Teológiai Akadémián szerzett teológiai diplomát 1911-ben, majd egy évig a glasgow-i egyetem hallgatója volt. 1912 és 1919 között vallásoktató lelkészként működött Budapesten. 1915-ben bölcsészdoktorrá avatták a budapesti tudományegyetemen, 1918 őszén a Budapesti Református Teológiai Akadémián az egyháztörténet magántanára lett. A forradalmak alatt a Victor János által vezetett Új Reformációt az Új Magyarországban című felhíváshoz csatlakozott, egy beszéde miatt rendelkezési állományba került 1919 és 1921 között, amíg fegyelmi ügye tartott. Ezt követően segédlelkész lett 1923-ig, utána 1929-ig vallásoktató lelkészként dolgozott. A debreceni tudományegyetemen 1928 júniusában teológiai doktori képesítést nyert. 1929-től 1963-as nyugalomba vonulásáig a budapesti Külső-Ferencváros-Tisztviselőtelep-i egyházközség lelkipásztora volt. Baleset áldozata lett.

## Művei
- Székács József (Budapest, 1914)
- Magyar protestáns unió (Bp., 1918)
- A keresztyén egyház története (középiskolai tankönyv, több kiadás, Bp., 1924)
- A keresztyénség története élet- és jellemrajzokban (Bp., 1926)
- Végvezekényi Baldácsy Antal báró élete és a Baldácsy-alapítvány félszázados története (Bp., 1920)
- A 100 éves kálvintéri templom (Bp., 1930)
- A református keresztyén (Bp., 1933)
- Kálvin János valláspaedagogiája (Debrecen, 1935)